# Cape Town Spurs FC
El Cape Town Spurs FC fue un equipo de fútbol de Sudáfrica que jugó en la Liga Premier de Sudáfrica, la primera división de fútbol del país.

## Historia
Fue fundado en el año 1969 en Ciudad del Cabo, participando en la liga de color durante el periodo del apartheid, logrando ser campeón de la liga en 1970.
En 1971 fue uno de los equipos fundadores de la Mainstay League, de la cual fue el primer campeón y fue el más ganador de la liga donde la ganó en cuatro ocasiones. A mediados de los años 1980 el club pasó a jugar en categorías inferiores donde fue campeón en dos ocasiones.
Fue el campeón de la última edición de la Liga Nacional en 1995, y en la temporada 1996/97 fue uno de los equipos fundadores de la Liga Premier de Sudáfrica donde finalizó en octavo lugar.
El club participó en las tres primeras edición de la Liga Premier de Sudáfrica hasta que en el año 1999 se fusiona con el Seven Stars para crear al Ajax Cape Town FC.

## Palmarés
- FPL: 1

1970
- Mainstay League: 4

1971, 1973, 1974, 1976
- Seven Seas League: 1

1979, 1981
- OK League: 2

1987, 1991
- Liga Nacional de Sudáfrica: 1

1995
- Copa Cola Shield: 1

1975
- Seven Seas Cup: 1

1980
- Bob Save Superbowl: 1

1995
- Iwisa Maize Meal Soccer Spectacular: 1

1991

## Jugadores

### Jugadores destacados
- Manny Rodrigues
- Reggie Jantjies